# دانييل لاو
دانييل لاو (بالإنجليزية: Danielle Lao)‏ مواليد 28 مايو 1991 في باسادينا، الولايات المتحدة، هي لاعبة كرة مضرب أمريكية تلعب باليد اليمنى وتحتل حالياً المرتبة رقم. 230 (يوليو 31, 2017) في تصنيف رابطة محترفات كرة المضرب. أعلى تصنيف لها في الفردي كان المركز الـ 230 في سنة 2017.

## وصلات خارجية
- دانييل لاو على موقع رابطة محترفات التنس (الإنجليزية)
- دانييل لاو على موقع الاتحاد الدولي لكرة المضرب (الإنجليزية)
- دانييل لاو على موقع خلاصة التنس.كوم (الإنجليزية)
- دانييل لاو على موقع إي إس بي إن.كوم (الإنجليزية)

- الموقع الرسمي